# ایریا آزوما
ایریا آزوما (انگلیسی: Iriya Azuma؛ زادهٔ ۱ ژانویهٔ ۱۹۶۳) تهیه‌کننده تلویزیونی اهل ژاپن است.